# Vườn quốc gia Mu Ko Ang Thong
Vườn quốc gia Mu Ko Ang Thong là một vườn quốc gia biển ở vịnh Thái Lan, tại bờ biển Tỉnh Surat Thani. Vườn quốc gia này bao gồm 43 hòn đảo với tổng diện tích 102 km², trong đó chỉ 18 km² là đất, còn lại là biển. Vườn này được thành lập ngày 12/11/1980.
Tên gọi Ang Thong (Thai: อ่างทอง) có nghĩa là bát vàng, còn Mu Ko (หมู่เกาะ) thì có nghĩa là nhóm đảo.
Kể từ 2002 vườn quốc gia này cũng được đăng ký là 1 địa điểm của Công ước Ramsar số 1184.